# 22 (歌曲)
《22》是美国创作歌手泰勒·斯威夫特的第四张专辑《红》的一首歌曲，这首歌由斯威夫特、马克斯·马丁以及歇爾貝克创作，后两人还负责音樂的製作。这首歌于2013年3月12日作为《红》的第四张单曲发行。歌词描述了二十二岁有趣的生活，获得了音乐评论家的积极评价。這首歌是斯威夫特尚未轉型成流行歌手前發佈的第三首流行歌曲。

## 背景与发行
創作完專輯《爱的告白》后，斯威夫特选择和不同的音乐人合作制作了《红》这一专辑，她非常希望和马克斯·马丁及歇爾貝克一同创作。她告诉《告示牌》：“对我来说，二十二岁的这一年是我人生中最爱的一年。我喜欢当自己知道很多后却仍然在学习的各种可能。你一无所知，但你也知道你一无所知。你已足够成熟去开始计划你的人生，但当意识到人生有许多有待回答的问题时又显得不够成熟。这带给我基于犹豫不决和恐惧之下又同时放松的无忧无虑的感觉。二十二岁教会了我许多。”
2013年3月12日，大機器唱片与Republic唱片合作，将《22》派往美国當代流行電台，作为《红》的第4张单曲发行。一天后，斯威夫特在其官网将《22》作为限量版CD單曲发行。这张单曲可以单独购买，亦可以通过红巡回演唱会独家礼包获得。2013年3月31日，《22》在英国发行。

## 音乐视频

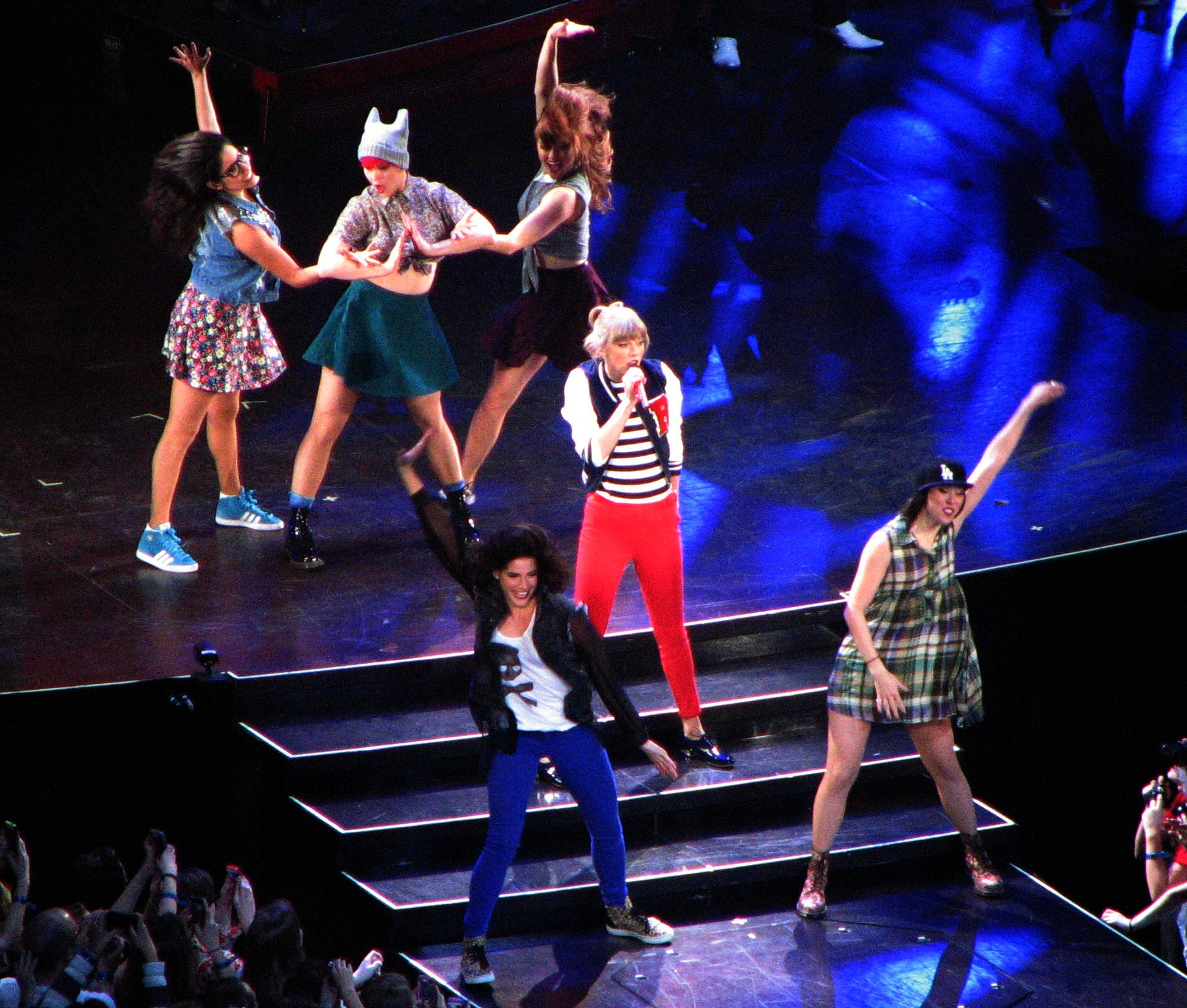
斯威夫特在红巡回演唱会表演《二十二歲》

《22》的音乐视频于2013年2月其间拍摄，并于2013年3月13日首映。该影片由安東尼·曼德勒执导，他还执导了先前另一首单曲《我知道你是大麻煩》的影片，影片中的许多演员是斯威夫特现实生活中的好友，包括绯闻女孩的女星杰西卡·斯佐尔。不像当前大部分影片使用主流的宽屏格式，这部影片使用的是4:3的格式。

## 榜單成績與銷售認證
| 榜單（2013年）                       | 最高 排位 |
| ------------------------------------ | --------- |
| 澳大利亚（澳大利亚唱片业协会單曲榜） | 21        |
| 比利时佛兰德（Ultratip榜外單曲榜）   | 3         |
| 比利时瓦隆（Ultratip榜外單曲榜）     | 28        |
| 加拿大（Canadian Hot 100）           | 20        |
| 加拿大（最音樂30大倒數榜）           | 1         |
| 加拿大（《告示牌》Canada CHR）       | 16        |
| 加拿大（《告示牌》Canada Hot AC）    | 11        |
| 捷克（電台百強單曲榜）               | 100       |
| 法国（法國唱片出版業公會單曲榜）     | 155       |
| 愛爾蘭（愛爾蘭唱片音樂協會单曲榜）   | 12        |
| 以色列（媒体森林电台榜）             | 3         |
| 黎巴嫩（黎巴嫩二十強榜）             | 14        |
| 新西兰（新西兰唱片音乐协会单曲榜）   | 23        |
| 蘇格蘭（官方榜单公司單曲榜）         | 9         |
| 斯洛伐克（電台百強單曲榜）           | 36        |
| 南非（非洲娛樂監測单曲榜）           | 4         |
| 英國（官方榜单公司單曲榜）           | 9         |
| 美国（《告示牌》百大單曲榜）         | 20        |
| 美國（《告示牌》成人當代單曲榜）     | 19        |
| 美國（《告示牌》Adult Pop Airplay）  | 9         |
| 美國（《告示牌》Pop Airplay）        | 12        |

| 榜單（2013年）               | 排位 |
| ---------------------------- | ---- |
| 加拿大（加拿大百強單曲榜）   | 78   |
| 美國（《告示牌》百強單曲榜） | 71   |

## 销售认证
| 地區                                                     | 认证    | 认证单位/销量 |
| -------------------------------------------------------- | ------- | ------------- |
| 澳大利亚（澳大利亚唱片业协会）                           | 4× 白金 | 280,000‡      |
| 巴西（巴西唱片業協會）                                   | 2× 白金 | 120,000‡      |
| 加拿大（加拿大音乐协会）                                 | 白金    | 80,000*       |
| 日本（日本唱片協會）                                     | 金      | 100,000*      |
| 新西兰（新西兰唱片音乐协会）                             | 金      | 7,500*        |
| 英国（英国唱片业协会）                                   | 白金    | 600,000‡      |
| 美国（美國唱片業協會）                                   | 3× 白金 | 3,000,000‡    |
| 流媒体                                                   |         |               |
| 丹麦（國際唱片業協會丹麥分會）                           | 金      | 900,000†      |
| *僅含認證的實際銷量 ‡僅含認證的+實際銷量 †僅含認證的銷量 |         |               |

## 发行历史
| 国家 | 日期          | 形式         | 廠牌            | 参考        |
| ---- | ------------- | ------------ | --------------- | ----------- |
| 美国 | 2013年3月12日 | 當代流行電台 | 大機器 Republic | [ 2 ]       |
| 美国 | 2013年3月13日 | CD单曲       | 大机器          | [ 3 ] [ 4 ] |
| 英国 | 2013年3月31日 | 當代流行電台 | 大机器 水星     | [ 5 ]       |